# Палеодиктион
Палеодиктион (лат. Paleodictyon) — один из видов флишевых структур, представляющий собой правильную гексагональную сетку с ячейками размером от 1—1,5 до 2—3 см, оконтуренных тонкими валиками.

## Описание
Типичный палеодиктион имеет форму сетки, состоящей из шестиугольных ячеек и напоминающей пчелиные соты. Ячейки обычно правильные, реже удлинённые или деформированные. Ячейки имеют размер от нескольких миллиметров до нескольких сантиметров и отделены друг от друга рельефными перегородками. Подобная сетка может покрывать достаточно большую площадь — до 1 м2.

## Распространение
Встречается во флишевых отложениях триаса, юры, мела и палеогена Кавказа, Крыма, Карпат, Альп. Разновидность Paleodictyon nodosum была обнаружена в наше время на дне Атлантического океана.

## История изучения
Впервые палеодиктионы были описаны Джузеппе Менегини в 1850 году. В 1976 году группа исследователей, в том числе Питер Арнольд Рона и Адольф Зейлахер, обнаружила подобные структуры в районе Срединно-Атлантического хребта, на глубине 3430—3575 метров. Существо, создавшее их, обнаружить не удалось, но вероятно, что оно существует и в наши дни и является одним из древнейших живых ископаемых. В 2003 году был снят фильм, повествующий об изучении палеодиктионов, — «Volcanoes of the Deep Sea».

## Гипотезы о происхождении
Палеодиктион — одна из самых известных и в то же время загадочных ихнофоссилий. О его происхождении выдвигается множество разнообразных гипотез.
Сторонники гипотезы о неорганическом происхождении этих структур полагают, что они представляют собой результат заполнения трещин усыхания ила, следы интерференции волновой ряби на мелководье, следы ударов о грунт дождевых капель или результат вспучивания осадка пузырьками газа.
В настоящее время преобладают, однако, гипотезы об органическом происхождении палеодиктионов. Возможно, они представляют собой окаменелые остатки древних организмов (губок или водорослей) либо следов их жизнедеятельности. Современными исследователями, в частности А. Зейлахером, предполагается, что палеодиктионы могут быть следами разведения микробов неизвестным животным: оно выстилает ходы неким органическим веществом, на котором размножаются микробы, а затем поедает их.